# Colégio Santa Catarina

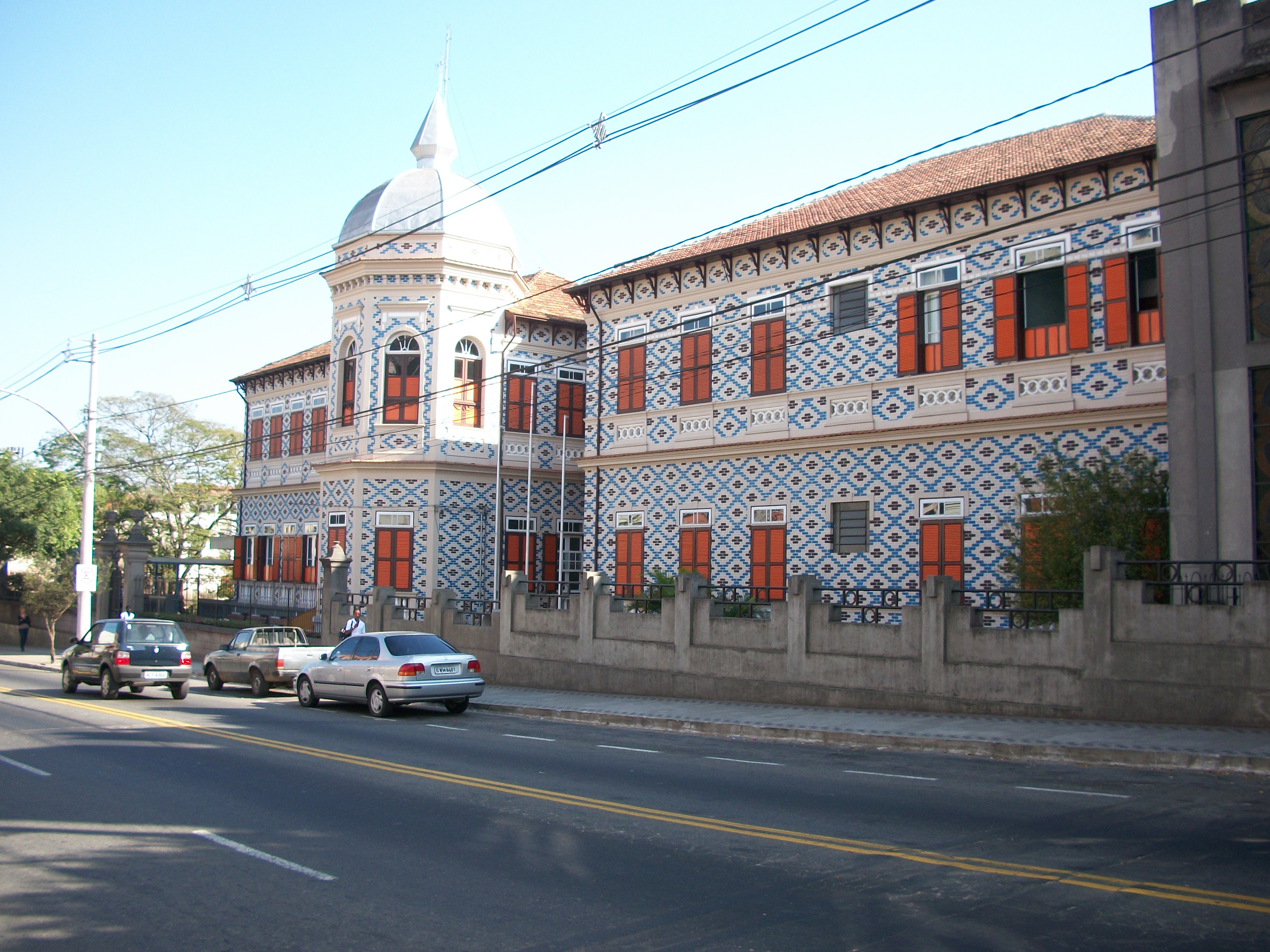
Colégio Santa Catarina em 2010

Colégio Santa Catarina é um colégio localizado no município de Juiz de Fora, Brasil. Fundado em 1909 pelas irmãs da Congregação de Santa Catarina, sua sede, construída pela Companhia Pantaleone Arcuri e Spinelli em estilos variados (como o renascentista italiano e romântico), é considerada um dos cartões postais da cidade, tendo sido tombada pelo patrimônio municipal em 25 de fevereiro de 1988.

## História
Convocadas pelo consulado da Alemanha, preocupado com a falta de instrução aos filhos dos colonos alemães em Juiz de Fora, as religiosas da Congregação de Santa Catarina chegaram à cidade em 1900. A princípio lecionaram no bairro Fábrica, permanecendo no local até 1907. Transferiram-se para a Escola Agrícola, e posteriormente para o antigo Colégio Andrés, até adquirirem a edificação na rua da Gratidão (atual Avenida dos Andradas).
A construção foi ampliada em 1922, seguindo o padrão existente. Em 1928 o colégio teve oficializado seu Curso Comercial, o mesmo ocorrendo em 1930 com o Magistério. No mesmo ano, teve início nova ampliação do espaço físico, enquanto uma capela, anexa ao edifício, foi inaugurada em 1941.
À véspera de seu centenário, o Colégio Santa Catarina recebeu o Título de Entidade Benemérita de Juiz de Fora. A homenagem ocorreu dia 18 de junho de 2008, na Câmara Municipal de Juiz de Fora.